# Zębolita olbrzymia
Zębolita olbrzymia, pancernik olbrzymi (Priodontes maximus) – gatunek ssaka z podrodziny bolit (Tolypeutinae) w obrębie rodziny Chlamyphoridae.

## Taksonomia
Gatunek po raz pierwszy zgodnie z zasadami nazewnictwa binominalnego opisał w 1792 roku brytyjski przyrodnik Robert Kerr nadając mu nazwę Dasypus maximus. Miejsce typowe to „Kajenna” (ang. Cayenne), Gujana Francuska. Holotyp nie istniał, Kerr oparł swój opis na tekstach innych autorów. Jedyny przedstawiciel rodzaju zębolita (Priodontes) który zdefiniował w 1825 roku francuski zoolog i paleontolog Frédéric Cuvier.
Autorzy Illustrated Checklist of the Mammals of the World uznają P. maximus za gatunek monotypowy.

### Etymologia
- Priodontes (Priodonta, Prionodontes, Periodontes), Priodon, Prionodon, Prionodos: gr. πριων priōn, πριονος prionos „piła”; οδους odous, οδοντος odontos „ząb”[19].
- Cheloniscus: gr. χελωνη khelōnē „żółw”; łac. przyrostek zdrabniający -iscus[20].
- Polygomphius: gr. πολυς polus „wiele”; γομφιος gomphios „ząb trzonowy”[21].
- maximus: łac. maximus „największy”, forma wyższa od magnus „wielki”[22].

## Zasięg występowania
Zębolita olbrzymia występuje w północnej i środkowej Ameryce Południowej na wschód od Andów, w Kolumbii, Wenezueli, Gujanie, Brazylii, Ekwadorze, Peru, Boliwii, Paragwaju i północnej Argentynie. Żyje w pobliżu wody. Gatunek rzadki.

## Morfologia
Zębolita olbrzymia to największy przedstawiciel swojej rodziny. Długość ciała (bez ogona) 750–1000 mm, długość ogona 400–500 mm, długość ucha 58–60 mm, długość tylnej stopy 180–197 mm; masa ciała 20–60 kg (w niewoli do 80 kg). Zauważalny dymorfizm płciowy, samice są mniejsze i lżejsze od samców.
Oczy: Są stosunkowo małe, ponieważ pancernik olbrzymi wychodzi w nocy i polega głównie na znakomitym węchu.
Skóra (Pancerz): Płytki kostne, pokryte na wierzchu warstwą rogową, ułożone są w kilka ruchomych pasów i okrywają całe ciało wraz z głową.  Pancerz na grzbiecie składa się z 11-13 szeregów płytek, zaś odcinek szyjny 3 bądź 4 rzędów. Brzegi pancerza białawe.
Kończyny przednie: Każda z kończyn ma 5 palców. Trzeci palec przednich kończyn posiada dorastający do 30 cm sierpowaty pazur. Zwierzę wykorzystuje go do obrony, kopania nor oraz do rozgrzebywania kopców termitów i mrówek.
Ogon: Jest potężny i opancerzony, zaatakowanemu zwierzęciu służy do obrony. Mierzy około 50 cm.

## Tryb życia
Zębolitę olbrzymią cechuje specjalizacja pokarmowa. Główny składnik diety stanowią termity i mrówki. Reguluje, więc wielkość ich populacji. Niekiedy żywi się drobnymi kręgowcami, padliną, a także pokarmem roślinnym. Samotnik. Łączy się w pary jedynie w okresie godowym. Samica ma 1-2 młode w miocie. Zębolita olbrzymia prowadzi nocny tryb życia. Za dnia przebywa w podziemnej norze. Podczas poszukiwania pokarmu preferuje tereny otwarte. Ryjąc w ziemi, ułatwia jej napowietrzanie.

## Znaczenie gospodarcze
Zębolita olbrzymia kontroluje liczebność mrówek, żerujących na użytkach zielonych. Czasem kopiąc w poszukiwaniu zdobyczy, niszczy plony. W niektórych regionach świata jest uśmiercany dla mięsa.

## Ochrona
Zębolita olbrzymia jest chroniona prawem międzynarodowym na mocy Konwencji Waszyngtońskiej. W Czerwonej Księdze Gatunków Zagrożonych zakwalifikowana przez IUCN w 2006 jako gatunek narażony na wyginięcie (VU – ang. vulnerable). Zagrożony wskutek intensywnego zabijania dla mięsa i pancerza oraz kurczenia się naturalnych siedlisk.